# Носовец, Сергей Анатольевич
Серге́й Анато́льевич Носове́ц (11 мая 1958, Междуреченск — 19 июля 2004, Москва) — российский журналист, политик. Председатель Омской телерадиокомпании, народный депутат РСФСР. В 1994—1996 годах возглавлял информационное управление Администрации Президента РФ.
После окончания в 1984 году факультета журналистики МГУ работал на Омском телевидении; с 1990 года — в комитете по средствам массовой информации Верховного Совета России, был также членом Совета Национальностей Верховного Совета РФ (1990—1993) от партии «Демократическая Россия».
С 1991 года был ведущим передачи «Парламентский вестник России» (РТР), затем программы «Лица власти» (1-й канал Останкино). Поддерживал радикальные меры по переходу к рыночной экономике.
Умер 19 июля 2004 года, похоронен на Перепечинском кладбище.